# Lijst van beelden in Roermond
Dit is een (onvolledige) chronologische lijst van beelden in Roermond. Onder een beeld wordt hier verstaan elk driedimensionaal kunstwerk in de openbare ruimte van de Nederlandse gemeente Roermond, waarbij beeld wordt gebruikt als verzamelbegrip voor sculpturen, standbeelden, installaties, gedenktekens en overige beeldhouwwerken.
Voor een volledig overzicht van de beschikbare afbeeldingen zie: Beelden in Roermond op Wikimedia Commons.
| Geplaatst | Omschrijving                                                                                   | Kunstenaar                            | Straat                                    | Plaats             | Materiaal   | Afbeelding                                             |  |
| --------- | ---------------------------------------------------------------------------------------------- | ------------------------------------- | ----------------------------------------- | ------------------ | ----------- | ------------------------------------------------------ |  |
| 1853      | Sint Wiro van Roermond                                                                         |                                       | Andersonweg                               | Roermond           |             |                                                        |  |
| 1888-1890 | Maria en Jozef; Augustinus en Dominicus                                                        |                                       | Neerstraat                                | Roermond           |             | Maria en Jozef · Augustinus                            |  |
| 1890      | Mozes                                                                                          |                                       | Munsterstraat                             | Roermond           |             |                                                        |  |
| 1890      | Maria met Kind                                                                                 | Jozef Thissen                         | Pastoorswal                               | Roermond           |             |                                                        |  |
| 1893      | Maria en de engel Gabriël                                                                      | Jozef Thissen                         | Munsterplein                              | Roermond           |             |                                                        |  |
| 1929      | Pierre Cuypers                                                                                 | August Falise                         | Munsterplein                              | Roermond           | brons       |                                                        |  |
| 1932      | Henry Luyten                                                                                   | Josuë Dupon                           | Kraanpoort                                | Roermond           | brons       | Henry Luyten                                           |  |
| 1936      | D'n uul Remunj                                                                                 | S. Lommen                             | Munsterplein                              | Roermond           |             |                                                        |  |
| 1939      | Ernst Casimir van Nassau-Dietz                                                                 | Victor Sprenkels                      | Ernst Casimirpassage                      | Roermond           |             |                                                        |  |
| 1948      | Jubileumfontein                                                                                | Dolf Wong Lun Hing                    | Munsterplein                              | Roermond           |             |                                                        |  |
| 1949      | 't Paradies (gevelreliëf)                                                                      | Joep Thissen                          | Munsterstraat                             | Roermond           |             |                                                        |  |
| ca 1950   | (gevelreliëf)                                                                                  | Joep Thissen                          | Nassaustraat                              | Roermond           |             |                                                        |  |
| 1951      | Bernadette (gevelreliëf)                                                                       | Joep Thissen                          | OL Vrouweplein                            | Roermond           |             | Bernadette                                             |  |
| 1951      | Limburgs Verzetsmonument                                                                       | Charles Vos                           | Zwartbroekplein                           | Roermond           | brons       | Meer afbeeldingen                                      |  |
| 1951      | Monument Tweede Wereldoorlog                                                                   | Charles H.W. Brouns                   | Nassaustraat, Monseigneur Driessensstraat | Roermond           | natuursteen |                                                        |  |
| 1953      | Sint Jacobus de Meerdere                                                                       | Dolf Wong Lun Hing                    | Voorstad St. Jacob                        | Roermond           | natuursteen |                                                        |  |
| 1954      | Otto I van Gelre en Richardis                                                                  | Joep Thissen                          | Stationstunnel (west)                     | Roermond           |             | Otto I van Gelre · Richardis                           |  |
| 1954      | Sint Christoffel                                                                               | Joep Thissen                          | Stationstunnel (west)                     | Roermond           |             | St.Christoffel                                         |  |
| 1954      | Spierkracht en Denkkracht                                                                      | Joep Thissen                          | Stationstunnel (oost)                     | Roermond           |             | Spierkracht · Denkkracht                               |  |
| ca 1957   | Gevelplastiek (bas-reliefs)                                                                    | Joep Thissen                          | Minderbroederssingel                      | Roermond           |             | Links · Rechts                                         |  |
| 1957      | Plastiek                                                                                       | Piet Schoenmakers                     | Laurentiusplein                           | Roermond           |             | Plastiek                                               |  |
| 1957      | Sint Christoffel                                                                               | Sef Claessens                         | Grotekerkstraat                           | Roermond           |             |                                                        |  |
| 1959      | Herten                                                                                         | Kasimir Knotke                        | Burg.Geuljanslaan / brug Hambeek          | Roermond           |             |                                                        |  |
| ca 1960   | (gevelreliëf)                                                                                  | Joep Thissen                          | Hoogendijkstraat, school                  | Roermond           | keramiek    |                                                        |  |
| 1965      | Sint-Barbara                                                                                   | Eugène Quanjel                        | Gebroeklaan-Esdoornlaan                   | Maasniel           |             |                                                        |  |
| 1967      | Pierre Massy                                                                                   | Dolf Wong Lun Hing                    | Neerstraat                                | Roermond           | brons       |                                                        |  |
| 1967      | Meisje met meeuwen                                                                             | Dolf Wong Lun Hing                    | Roersingel                                | Roermond           |             | Meisje met meeuwen                                     |  |
| 1968      | Halve Bollen                                                                                   | Frans Peeters                         | Park Hattum                               | Roermond           | polyester   |                                                        |  |
| 1973      | Schinderhannes                                                                                 | Dolf Wong Lun Hing                    | Varkensstraat, Bergstraat                 | Roermond           |             |                                                        |  |
| 1975      | Waterkunstwerk                                                                                 | Joep Nicolas van Ronkenstein          | Oranjelaan / Bredeweg                     | Roermond           | rvs         |                                                        |  |
| 1975      | Zwemster                                                                                       | Dolf Wong Lun Hing                    | Zwembad Roermond                          | Roermond           |             |                                                        |  |
| 1975      | Twee herten                                                                                    | Dolf Wong Lun Hing                    | Voogdijstraat (stadspark)                 | Roermond           |             |                                                        |  |
| 1976      | Phoenix                                                                                        | Jean Houben                           | Munsterplein                              | Roermond           | brons       |                                                        |  |
| 1977      | Reliëf                                                                                         | Piet Schoenmakers                     | Kloosterwandstraat                        | Roermond           | brons       |                                                        |  |
| 1978      | Kaketoe                                                                                        | Paul Vincken                          | Muggenbroekerlaan / Pappelhof             | Roermond           |             | Kaketoe                                                |  |
| 1980      | Hiacinthe                                                                                      | Truus Coumans                         | Brugstraat, Neerstraat                    | Roermond           | brons       |                                                        |  |
| 1981      | (meisje op schommel)                                                                           | Truus Coumans                         | Oranjelaan, Laurentius                    | Roermond           |             |                                                        |  |
| 1982      | H. Crusborn                                                                                    | Frans Peeters                         | Crusbornplein                             | Swalmen            |             |                                                        |  |
| 1983      | De Bóks                                                                                        | Asselegoonsdig Sjwartbrook Kollektief | Zwartbroekplein                           | Roermond           |             | De Bóks                                                |  |
| 1983      | D'n Jul                                                                                        |                                       | Zwartbroekplein                           | Roermond           |             |                                                        |  |
| 1984      | Beëlzebub                                                                                      | Wijnand Thönissen en Dick van Wijk    | Schoenmakerstraat, Munsterstraat          | Roermond           |             | Beëlzebub                                              |  |
| 1985      | Schwarze Peter                                                                                 | Wijnand Thönissen en Dick van Wijk    | Heilige Geeststraat, Pollartstraat        | Roermond           |             |                                                        |  |
| 1986      | De Ruivers                                                                                     | Wijnand Thönissen en Dick van Wijk    | Neerstraat, Bergstraat                    | Roermond           | brons       |                                                        |  |
| 1987      | Emile Seipgens                                                                                 | Wijnand Thönissen en Dick van Wijk    | Roerkade, Brugstraat                      | Roermond           | brons       |                                                        |  |
| 1988      | Fontein met Karbouwenkoppen                                                                    | Wijnand Thönissen en Dick van Wijk    | Maastrichterweg                           | Roermond           |             |                                                        |  |
| 1988      | Pelikaan                                                                                       | Dolf Wong Lun Hing                    | Laurentiusziekenhuis                      | Roermond           |             |                                                        |  |
| 1994      | Generaal S.H. Spoor                                                                            | Marian Gobius                         | Maastrichterweg, (stadspark)              | Roermond           |             |                                                        |  |
| 1994      | Verzorgster en bejaarde                                                                        | Jaac Waeyen                           | Munsterplein (Prinsenhof)                 | Roermond           | brons       |                                                        |  |
| 1999      | Maria met kind                                                                                 | Dick van Wijk                         | Minderbroederstraat, Pelserstraat         | Roermond           |             |                                                        |  |
| 2002      | De Stadsmensen                                                                                 | Sjer Jacobs                           | Munsterplein                              | Roermond           | brons       |                                                        |  |
| 2002      | Florenske                                                                                      | Dick van Wijk                         | Heilige Geeststraat                       | Roermond           |             | Florenske                                              |  |
| 2003      | Irene en Feniks                                                                                | Dick van Wijk en Wijnand Thönissen    | Maastrichterweg (stadspark)               | Roermond           |             |                                                        |  |
| na 2005   | Het Lam Gods                                                                                   | Tom Franssen                          | Paredisstraat                             | Roermond           |             | Lam Gods                                               |  |
| 2006      | De Veldjmuus                                                                                   |                                       | Bredeweg / Hendriklaan                    | Roermond           |             | VV de Veldjmuus                                        |  |
| 2007      | Het meisje met de Gouden Handen                                                                | Sjer Jacobs                           | Voogdijstraat (stadspark Kartuis)         | Roermond           |             |                                                        |  |
| 2008      | Clown en krokodil                                                                              |                                       | Maria Theresialaan, Waterschapsbedrijf    | Roermond           |             |                                                        |  |
| 2010      | De briesende Hengst                                                                            | Arthur Spronken                       | Maasboulevard                             | Roermond           | brons       | Arthur Spronken: "De briesende Hengst", 2010. Brons.   |  |
| 2010      | Pas de deux                                                                                    | Lotta Blokker                         | Munsterplein                              | Roermond           | brons       | Pas de deux                                            |  |
| 2012?     | De Kater                                                                                       | Bas Hamans                            | Wirosingel / Elmpterweg                   | Roermond(Maasniel) | cortenstaal |                                                        |  |
| 2013      | Poorten van Roermond                                                                           | Dick van Wijk                         | Burg.Geuljanslaan / Maastichterweg        | Roermond           |             |                                                        |  |
| 2014      | Kleurrieke Kiek Op..                                                                           | Stichting Kiek Dao                    | Zwartbroekplein                           | Roermond           | aluminium   | Kleurrieke Kiek                                        |  |
| 2015      | De Passer                                                                                      | Maurice Mentjens                      | Pierre Cuypersstraat                      | Roermond           | staal       | De Passer                                              |  |
| 2015      | Monument 10 mei 1940 Kapellerlaan                                                              |                                       | Kapellerlaan                              | Roermond           | cortenstaal |                                                        |  |
| 2017      | La Fontaine du Peuch(1975)                                                                     | Carl Lücker                           | Burg. Geuljanslaan / Burg. Höppenerlaan   | Roermond           |             |                                                        |  |
|           | De Gedachtenwolk                                                                               | Maureen Bachaus                       | Rijksweg-Zuid                             | Roermond (Herten)  |             |                                                        |  |
|           | Fontein                                                                                        | Gard van Wegberg                      | Heilige Geeststraat                       | Roermond           |             |                                                        |  |
|           | Jo Hansen                                                                                      |                                       | Voogdijstraat (stadspark Kartuis)         | Roermond           |             | Beeld van Jo Hansen in stadspark 'Kartuis' in Roermond |  |
| 2017      | De weg naar verzoening - Mea Culpa (kunstwerk voor de slachtoffers van misbruik in de RK-kerk) | Pierre Habets                         | Voogdijstraat (stadspark Kartuis)         | Roermond           | Brons       |                                                        |  |